# Vom Suchen und Finden der Liebe
Pour plus de détails, voir Fiche technique et Distribution.
Vom Suchen und Finden der Liebe (en français : De chercher et trouver l'amour) est un film allemand réalisé par Helmut Dietl sorti en 2005.

## Synopsis
Le compositeur Mimi Nachtigal rencontre par hasard la chanteuse Venus Morgenstern un soir, après quoi les deux tombent follement amoureux. Pour tous les deux, non seulement une relation personnelle, mais aussi musicale commence, alors que Mimi écrit des chansons pour Vénus et les commercialise finalement.
Mais la relation est éclipsée par des querelles constantes, qui culminent lorsque les deux se disputent publiquement lors d'une cérémonie de remise de prix au sujet de la rupture.
Mimi vit si mal la séparation qu'il se retire dans la maison de vacances de Theo Stokowski sur une île grecque et s'y tue.
En chemin vers les Enfers, il est accompagné du messager des dieux Hermès, qui est représenté comme un hermaphrodite et dont le seul but est d'embellir la vie de Mimi aux enfers. Il essaie à plusieurs reprises de séduire Mimi, mais Mimi ne cède pas, car ses pensées sont toujours liées à Vénus.
Pendant ce temps, Vénus poursuit sa carrière avec son nouveau manager Harry, avec qui elle entretient une relation sans jamais pouvoir oublier Mimi. Lorsqu'elle chante son succès écrit par Mimi Où va l'amour… lors d'un concert, elle s'effondre.
Alors qu'elle est encore à l'hôpital, elle décide de retourner auprès de Mimi, car elle ne peut pas vivre sans lui. Elle se rend en Grèce, où elle pénètre dans le monde souterrain par un puits pour en ramener Mimi.
Une fois là-bas, elle libère Mimi des mains d'Hermès avec son chant et les deux sont autorisés à retourner dans leur monde à condition que Vénus ne cherche pas son amant Mimi sur le chemin. Un argument trivial conduit Vénus à briser la condition sans réfléchir : elle se tourne vers Mimi. Maintenant que Vénus l'a perdu pour de bon, Mimi doit retourner aux enfers, tandis que Vénus revient sur terre.
Après plusieurs années, Mimi obtient "un permis de séjour de trois heures" pour clarifier le passé dans une conversation avec Vénus. Elle le reconnaît au cours du court dialogue et elle dit aussi son nom quand elle s'est séparée. Mimi se rend compte que de son grand amour passionné, seul le souvenir tendre et un peu douloureux a survécu.
Dans une intrigue secondaire, la crise du mariage de Stokowski est traitée avec humour. Le couple s'est séparé. Frustrée, Helena entame une liaison avec un psychothérapeute (Harald Schmidt), Théo avec la bergère grecque Kalypso, la gérante de sa maison de vacances. Ce côté inconnu de leurs partenaires rend les Stokowski à nouveau attrayants l'un pour l'autre.

## Fiche technique
- Titre : Vom Suchen und Finden der Liebe
- Réalisation : Helmut Dietl assisté de Hanus Polak Jr. et de Yannis Zafeiriou
- Scénario : Helmut Dietl, Patrick Süskind
- Musique : Dario Farina (it)
- Directeur artistique : Albrecht Konrad
- Costumes : Heike Fademrecht
- Photographie : Jürgen Jürges
- Son : Magda Habernickel
- Montage : Inez Regnier, Franz J. Müller
- Production : Helmut Dietl, Norbert Preuss
- Société de production : Diana Film GmbH, Fanes Film Produktion GmbH
- Société de distribution : Constantin Film
- Pays d'origine :  Allemagne
- Langue : allemand
- Format : Couleur - 2.35:1 - Dolby Digital - 35 mm
- Genre : Comédie dramatique
- Durée : 107 minutes
- Dates de sortie :
  -  Allemagne : 27 janvier 2005.
  -  Autriche : 28 janvier 2005.
  -  Suisse : 10 février 2005.

## Distribution
- Moritz Bleibtreu : Mimi Nachtigal
- Alexandra Maria Lara : Venus Morgenstern
- Uwe Ochsenknecht : Theo Stokowski
- Anke Engelke : Helena Stokowski
- Heino Ferch : Hermès Aphrodite
- Justus von Dohnányi : Harry
- Marily Milia : Kalypso
- Richard Beek (de) : Charon
- Christoph Maria Herbst (de) : Robby Gediner
- Harald Schmidt : le psychothérapeute
- Elmar Wepper : le narrateur

## Symbolique
(septembre 2021).
- Si vous ne connaissez pas le sujet, laissez ce bandeau (vous pouvez alors contacter les auteurs).
- Si vous supprimez le contenu mis en cause (vous pouvez préalablement contacter les auteurs),

argumentez précisément cette suppression dans la page de discussion
(un manque de référence n'est pas un argument ; une recherche réelle de référence doit avoir été effectuée, être formellement documentée).
L'histoire d'amour des protagonistes Mimi et Vénus est basée sur l'arrière-plan mythologique de l'histoire d'Orphée.
L'emblématique de la comédie comprend la contemplation et la description de deux types d'amour et de leurs menaces. Le "grand amour" est représenté par le couple protagoniste Mimi et Vénus et "l'ancien grand amour" est incarné par Théo et Helena. Leur amour végète dans le quotidien, peu de temps avant qu'il ne s'éteigne.
L'amour de Mimi et de Vénus succombe à l'impossibilité du dialogue - le petit argument stupide du quotidien est plus fort que le vrai grand sentiment. L'amour de Théo et Helena se rafraîchit lorsque Théo se permet de réaliser son désir de grande émotion avec Kalypso, à la « source qu'il boit ». Alors les lignes de développement de l'amour des deux couples vont dans des directions opposées, Théo et Helena gagnent, Mimi et Vénus perdent.
La figure d'Hermès Aphrodite, présentée comme une créature hybride au niveau burlesque, est l'« alter ego » de Mimi et de Vénus au niveau emblématique, visualisé dans les morphings. Il faut se référer à un célèbre modèle du morphing d'Hermès.

## Musique
Pendant que Mimi prend des pilules pour se suicider, il[Qui ?] joue au piano la mélodie « Oh, je l'ai perdue / Che faró senza Euridice » de l'opéra Orphée et Eurydice de Christoph Willibald Gluck. La mélodie est enregistrée par le nouveau manager de Vénus, qui essaie de la traduire dans une version moderne. En outre, des extraits des opéras Tosca de Giacomo Puccini (le thème de E lucevan le stelle, la chanson d'adieu amoureuse et mélancolique de Cavaradossi du troisième acte) et Madame Butterfly peuvent être entendus.

## Source de la traduction
- (de) Cet article est partiellement ou en totalité issu de l’article de Wikipédia en allemand intitulé « Vom Suchen und Finden der Liebe » (voir la liste des auteurs).